# Homosexualität in Panama

Geografische Lage von Panama

Homosexualität wird in Panama in zunehmendem Maße öffentlich diskutiert und LGBT-Rechte finden Anerkennung.

## Legalität
Seit 2008 sind homosexuelle Handlungen in Panama legal. Das Schutzalter liegt einheitlich bei 18 Jahren. Eine Gesetzgebung, die homosexuelle Menschen oder trans*Menschen vor Diskriminierung in der Öffentlichkeit oder am Arbeitsplatz schützt, wird derzeit in Panama parlamentarisch beraten.

## Anerkennung gleichgeschlechtlicher Paare
Es gibt weder eine Anerkennung von gleichgeschlechtlichen Ehen noch sind eingetragene Partnerschaften erlaubt. Ein Gesetzentwurf zur Legalisierung eingetragener Partnerschaften für gleichgeschlechtliche Paare scheiterte 2004.

## Gesellschaftliche Situation
Eine LGBT-Gemeinschaft findet sich nur in kleinem Umfang in der Hauptstadt Panama-Stadt. Die Organisation Asociación de Hombres y Mujeres Nuevos de Panamá (AHMNP) setzt sich für die Rechte von LGBT-Personen im Lande ein. 2005 fand in der Hauptstadt die erste Demonstration für die Rechte homosexueller Menschen statt.